# Blue Lake (Californie)
Pour les articles homonymes, voir Blue Lake.
Blue Lake est une municipalité du comté de Humboldt, en Californie, aux États-Unis. Sa population était de 1 253 habitants au recensement de 2010.

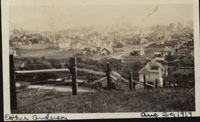
Paysage urbain de Blue Lake regardant vers Korbel

## Géographie
Selon le Bureau du recensement des États-Unis la ville a une superficie de 1,6 km².

## Démographie
| 1910 | 1920 | 1930 | 1940 | 1950 | 1960  |
| ---- | ---- | ---- | ---- | ---- | ----- |
| 507  | 441  | 555  | 503  | 824  | 1 234 |

| 1970  | 1980  | 1990  | 2000  | 2010  | - |
| ----- | ----- | ----- | ----- | ----- | - |
| 1 112 | 1 201 | 1 235 | 1 135 | 1 253 | - |